# Barzdy
Barzdy (lit. Barzdai) – miasteczko na Litwie w okręgu mariampolskim w rejonie Szaki, położone ok. 7 km na północ od Pilwiszek, siedziba starostwa Barzdy. Zlokalizowane przy drodze Pilwiszki-Szaki nad rzeką Miluppą (dopływem Szeszupy). Znajduje się tu poczta, kościół parafialny, cmentarz, biblioteka i ośrodek kultury.